# Shin Ye-eun
Shin Ye-eun (* 18. Januar 1998 in Anyang) ist eine südkoreanische Schauspielerin, die seit 2018 aktiv ist und überwiegend in Fernsehserien auftritt. Bekanntheit außerhalb Südkoreas erlangte sie vor allem durch ihre Rolle in der für Netflix produzierten Serie The Glory.

## Leben
Shin Ye-eun studierte darstellende Kunst an der Sungkyunkwan-Universität. 2017 war sie als Covermodel der Collegezeitung College Tomorrow 840 zu sehen. Im folgenden Jahr gab Shin Ye-eun ihr Schauspieldebüt als Do Ha-na in der Fernsehserie A-Teen, in der sie direkt eine Hauptrolle spielte. Seit August 2018 steht sie bei JYP Entertainment unter Vertrag.
2019 spielte Shin Ye-eun in der 16 Folgen langen Serie He Is Psychometric eine weitere Hauptrolle. Im selben Jahr war sie in A-Teen 2 erneut als Do Ha-na zu sehen. 2020 folgten Hauptrollen in den Serien Welcome und More Than Friends. 2022 erhielt Shin die Rolle der jungen Yeon-jin in der für Netflix produzierten, auch außerhalb Südkoreas äußerst erfolgreichen Serie The Glory. 2023 verkörperte sie außerdem die Hauptfigur Yoon Dan-oh in der Historienserie The Secret Romantic Guesthouse.
Von Juli 2019 bis Juli 2020 moderierte Shin Ye-eun gemeinsam mit Choi Bo-min die Musiksendung Music Bank. Zudem war sie 2020 Co-Moderatorin beim KBS Song Festival. Seit November 2021 hat Shin Ye-eun mit Volume Up eine eigene Radiosendung auf KBS 2FM.
Für ihre schauspielerischen Leistungen wurde Shin Ye-eun mehrfach ausgezeichnet. So erhielt sie 2019 den Star of the Year Award bei den Korea Drama Awards sowie gemeinsam mit Choi Bo-min den Best Couple Award bei den KBS Entertainment Awards. Bei den KBS Drama Awards 2020 erhielt sie den Preis als Best New Actress.

## Filmografie (Auswahl)
- 2018: A-Teen (Eitin; Fernsehserie, 24 Folgen)
- 2019: He Is Psychometric (Saikometeuri Geunyeoseok; Fernsehserie, 16 Folgen)
- 2019: A-Teen 2 (Eitin2; Fernsehserie, 20 Folgen)
- 2020: Welcome (Eoseowa; Fernsehserie, 24 Folgen)
- 2020: More Than Friends (Kyeongu-ui Su; Fernsehserie, 16 Folgen)
- 2022: Yumi’s Cells (Yumiui Sepodeul; Fernsehserie)
- 2022: Rookie Cops (Neowa Naui Gyungchalsueob; Fernsehserie, eine Folge)
- 2022: Revenge of Others (3-in-ching Bok-su; Fernsehserie, 12 Folgen)
- 2022–2023: The Glory (Deo Geul-lo-ri; Fernsehserie, 16 Folgen)
- 2023: The Secret Romantic Guesthouse (Kkotseonbi yeor-aesa; Fernsehserie, 18 Folgen)